# NGC 4233
NGC 4233 (również PGC 39384 lub UGC 7311) – galaktyka soczewkowata (SB0), znajdująca się w gwiazdozbiorze Panny. Odkrył ją William Herschel 28 grudnia 1785 roku. Należy do gromady galaktyk w Pannie.